# Duilia Maenia de unciario foenore
Duilia maenia d'unciario foenore va ser una llei de l'antiga Roma, establerta l'any 357 aC proposada pels tribuns de la plebs Marc Duili i Luci Meni, segons diu Titus Livi. Eren cònsols Gai Marci Rutil i Gneu Manli Capitolí Imperiós i es va aprovar l'any 396 de la fundació de Roma (357 aC). Aquesta llei va establir l'interès del diner en un 1% cosa que va agradar força als plebeus.